# Lugnorre
Lugnorre ist eine Ortschaft und eine ehemalige Herrschaft am Südwesthang des Mont Vully. Lugnorre gehörte zur Gemeinde Haut-Vully und ist seit 2016 Teil der neuen Gemeinde Mont-Vully im Seebezirk des Kantons Freiburg in der Schweiz.
Zu Lugnorre gehört auch der Weiler Joressens.

## Geschichte

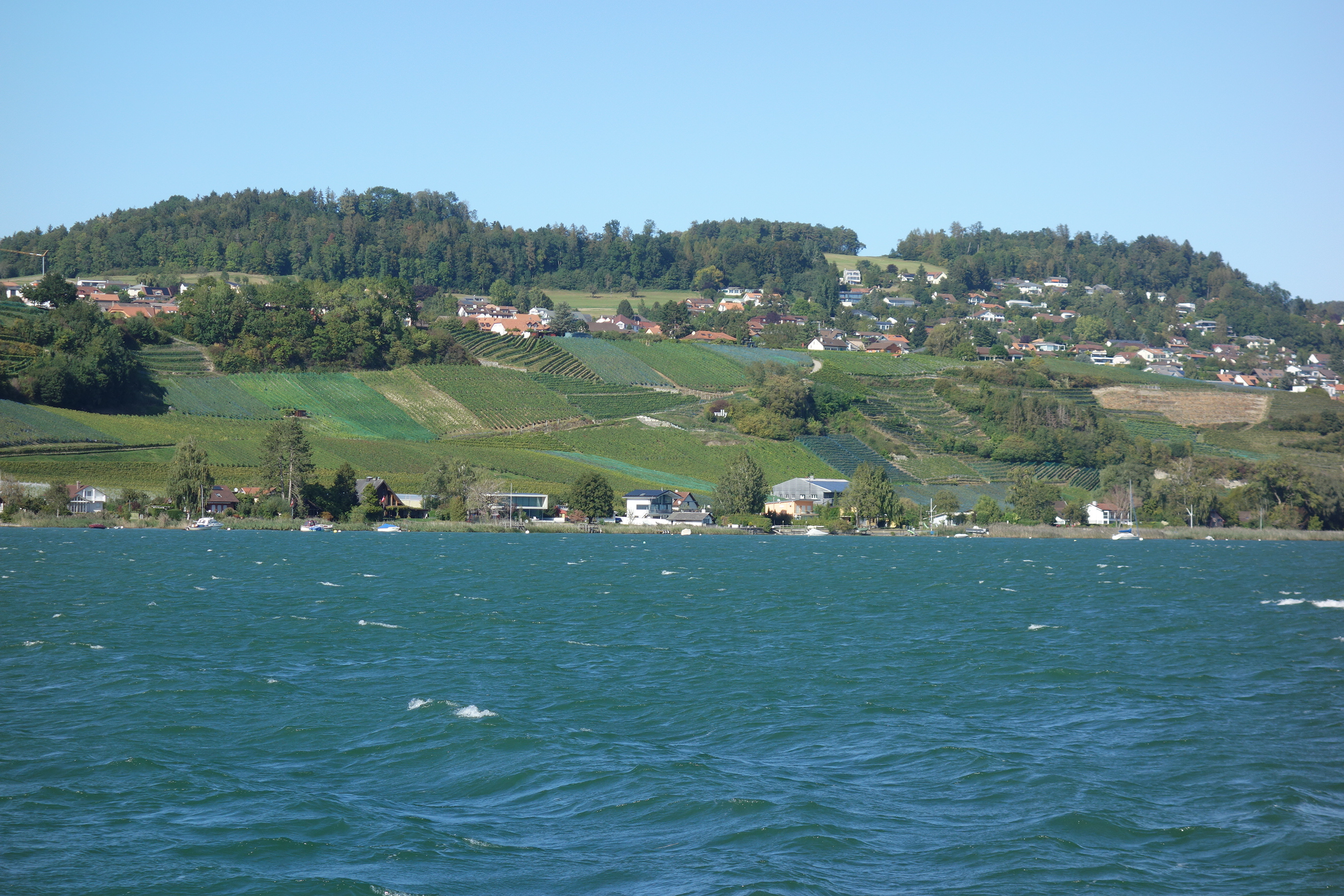
Das Weinbauerndorf Lugnorre liegt etwas oberhalb des Nordufers des Murtensees.

Lugnorre wurde 1079 als Leuconatres erstmals urkundlich erwähnt. Das Dorf bestand aus geschlossenen Zeilen, mit meist in Stein von Hauterive NE erbauten Häusern, mit den beiden Teilen Lugnorre und Chenaux. Vom ausgehenden Mittelalter bis zum Ende des Ancien Régime umfasste die Herrschaft Lugnorre Môtier, Joressant und einen Teil von Mur. 1079 besass der Lausanner Burkhard von Oltigen in Lugnorre Güter, über deren Erträge das Kapitel verfügte. 1183 hielt das Kloster Payerne Reben in der Gemeinde. Erst ab dem 14. Jahrhundert wurde in Urkunden zwischen dem Dorf und der Herrschaft Lugnorre unterschieden. Als Besitz der Herren von Grandson wurde die Herrschaft 1350 von Otto II. unter Vorbehalt des Rückkaufsrechts an Graf Ludwig von Neuenburg übertragen. Die Bewohner erwarben Freiheitsrechte, die 1398 schriftlich niedergelegt wurden. Im ausgehenden Mittelalter verwalteten ein Rat, ein zwölfköpfiges Gericht, ein Meier und ein Weibel die Herrschaft. Der Amtssitz befand sich in der ehemaligen Meierei am – noch 1758 als Prangerplatz bezeichneten – öffentlichen Platz, auf dem die Urteile verkündet und Versammlungen abgehalten wurden. 1469 verkaufte Graf Amadeus IX. von Savoyen die Herrschaft an die Stadt Murten, die sie 1475 an Bern und Freiburg abtreten musste. Ab 1484 gehörte sie zur gemeinen Vogtei von Murten und wurde 1798 dem Kanton Freiburg zugewiesen, der sie dem Bezirk Avenches und 1803 bis 1848 dem Bezirk Murten einverleibte.
Seit 1729 besitzt Lugnorre eine Schule. Das 1853 errichtete Schulhaus wurde 1904 erweitert. Das Dorf ist vorwiegend vom Ackerbau und der Milchwirtschaft geprägt. Die erste Käserei wurde um 1840 gebaut; die heutige stammt aus dem Jahr 1910.

## Bevölkerung
| Jahr      | 1613 und 1657 | 1812 | 1850/51 | 1991 |
| Einwohner | 29 Haushalte  | 67   | 42      | 460  |

## Verkehr
Lugnorre wird von der Buslinie Sugiez–Lugnorre der Freiburgischen Verkehrsbetriebe (TPF) erschlossen.